# 1950 год в авиации
Список событий в авиации в 1950 году.

## События
- 1 января — состоялось открытие Военно аэродромно-технического училища ВВС в г. Сталинграде. Это училище стало прародителем современного Военного авиационного инженерного университета в г. Воронеж.
- 22 января — первый полёт самолёта Ту-75 (экипаж Алексея Дмитриевича Перелёта).
- 1 февраля — первый полёт МиГ-17, пилотировал И. Т. Иващенко.
- 27 июня — первый полёт прототипа аргентинского истребителя FMA I.Ae. 33 Pulqui II[1].
- 1 октября — первый полёт Ил-14П (экипаж Владимира Константиновича Коккинаки).

### Авиакатастрофы
- 5 января — авиакатастрофа самолёта Ли-2 в Свердловске. В результате катастрофы погибли 11 хоккеистов, врач и массажист команды ВВС, направлявшиеся на матч с «Динамо», а также 6 членов экипажа. Основная статья — Авиакатастрофа в Свердловске 5 января 1950.

### Без точной даты
- Основана авиакомпания Frontier Flying Service.

## Персоны

### Скончались
- 6 марта — Ветчинкин, Владимир Петрович — советский учёный в области аэродинамики, воздухоплавания и ветровой энергии, доктор технических наук (1927), Заслуженный деятель науки РСФСР (1946).